# Xylotrechus retractus
Xylotrechus retractus är en skalbaggsart som beskrevs av Holzschuh 1998. Xylotrechus retractus ingår i släktet Xylotrechus och familjen långhorningar. Inga underarter finns listade i Catalogue of Life.